# Patrones del peregrino
Se conoce como patrones del peregrino, en la tradición cristiana, a la tríada formada por San Cristóbal, San Rafael y San Roque, todos ellos considerados patrones de quienes realizan peregrinaje. El patronazgo de San Cristóbal es el más inclusivo de los tres, refiriéndose a la peregrinación en su sentido amplio de viaje, siendo así el patrón de todos los peregrinos entendidos como viajeros, independientemente de su motivación para realizar el viaje y del medio por el que lo realizan.
| |
| San Cristóbal de la puerta de la Catedral de Zamora, lugar de paso del Camino de Santiago de la Plata. |

|                                                          |
| San Rafael en una iglesia de San Pedro Cholula (México). |

|                                                                                      |
| San Cristóbal (izquierda) y San Roque (derecha) en una iglesia del norte de Noruega. |